# Mika Todd
Mika Todd, surnommée Mika, de son nom japonais Mika Kurosawa (黒澤美歌), est une chanteuse américaine née le 28 mai 1984 à Honolulu, Hawaii, de père américain et de mère japonaise, ex-idol au sein du Hello! Project au Japon de 1999 à 2004.

## Biographie
Fille du pianiste de jazz Johnny Todd, originaire d'Hawaï, elle débute en tant que membre du groupe J-pop étranger Coconuts Musume en 1999, sous le surnom officiel Mika, et part s'installer avec lui au Japon. Elle rejoint en parallèle le populaire groupe Mini Moni en 2000, et participe aussi entre 2000 et 2003 à plusieurs groupes temporaires du H!P. Elle quitte le H!P en 2004 pour retourner étudier aux États-Unis, entrainant la séparation de Mini Moni. Elle y sort un mini-album solo en 2005, Mika, à compte d'auteur, et fait du doublage pour une série animée, Da Jammies.

## Groupes
Réguliers
- Coconuts Musume (1999-2004)
- Mini Moni (2000-2004)

Temporaires
- Aoiro 7 (2000)
- 10-nin Matsuri (2001)
- Happy 7 (2002)
- 7Air (2003)

## Filmographie
Film
- 2002 : Mini Moni ja Movie: Okashi na Daibōken!

Drama
- 2004 : Mini Moni de Bremen no Ongakutai (ミニモニ。でブレーメンの音楽隊)

## Liens
- (en) Fiche sur Anime News Network
- (en) Mika Taressa Todd: a tribute